# Ordre dominicain aux États-Unis

Carte des provinces américaines de l'ordre des frères prêcheurs

L'Ordre dominicain aux États-Unis (Ordre des frères prêcheurs), en dehors des États du Sud, est arrivé aux États-Unis au début du XIXe siècle, grâce à Edward Fenwick, op (1768-1832). La province de Saint Joseph est fondée en 1805 couvrant à l'origine tout le territoire des États-Unis de l'époque. Aujourd'hui, il y a quatre provinces dominicaines dans le pays.

## Province de l'Est
La province de l'Est, ou province Saint Joseph, couvre aujourd'hui le nord-est des États-Unis. Sa maison mère est dans le Kentucky, point de départ de l'ordre dans le pays.
Les provinciaux sont les suivants:
- 1805-1807: Edward Fenwick, fondateur
- 1807-1824: Samuel Wilson
- 1824-1828: William Tuite dans le Kentucky ; John Hill dans l'Ohio
- 1828-1832 Edward Fenwick, fondateur
- 1833-1837: Nicholas Young
- 1837-1838: Richard Miles
- 1838-1843: Charles Montgomery
- 1843-1847: George Wilson
- 1848-1850: Joseph Alemany
- 1850-1854: Matthew O'Brien
- 1854-1858: James Whelan
- 1858-1862: Joseph Kelly
- 1862-1863: Nicholas Young
- 1865-1869: Michael Lilly (vicaire provincial)
- 1869-1873: William O'Carroll
- 1873-1877: Joseph Dunn
- 1877-1879: John Rochford
- 1879-1881: Stephen Byrne
- 1881-1885: Joseph Kelly (vicaire provincial)
- 1885-1889: Dennis Meagher
- 1889-1893: Francis Spencer
- 1893-1897: Arthur Higgins
- 1897-1909: Lawrence Kearney
- 1909-1913: Matthew Heagen
- 1913-1930: Raymond Meagher
- 1930-1955: Terrence McDermott
- 1955-1963: William Marrin
- 1963-1967: Robert Every
- 1967-1972: Kenneth Sullivan
- 1972-1980: Charles Quinn
- 1980-1988: Edward Daley
- 1988-1993: Thomas Ertle
- 1993-1997: Walter Voll
- 1997-2002: Norman Haddad
- 2002-2010: David Izzo
- 2010-à présent: Brian Mulcahy

## Province du Centre
La province du Centre, ou province Saint Albert le Grand, a été fondée en 1939. Elle englobe les États du Colorado, Dakota du Nord, Dakota du Sud, Illinois, Indiana, Iowa, Kansas, Michigan, Minnesota, Missouri, Nebraska, Nouveau-Mexique, Wisconsin et Wyoming.
Elle dessert six paroisses et quatre campus universitaires. Son siège est à Chicago. Le nouveau prieuré Saint-Dominique de Saint-Louis-du-Missouri est en cours de construction, pouvant accueillir cinquante religieux. C'est la maison d'études de la province du Centre et de la province du Sud. Le prieur provincial en 2011 est le RP Charles Bouchard, op.
- Aquinas Institute of Theology, à Saint-Louis-du-Missouri
- Dominican University, à River Forest (Illinois), ancienne maison d'études de la province du Centre

## Province du Sud
La province du Sud, ou province Saint Martin de Porrès, a été fondée en 1980. Son siège est à Metairie (Louisiane).

## Province de l'Ouest

Armoiries de la province de l'Ouest

La province de l'Ouest, ou province du Très-Saint Nom de Jésus, a été fondée en 1850 par le RP Sadoc Villarasa et Mgr Joseph Sadoc Alemany (en), mais elle est réduite ensuite à une congrégation indépendante. Elle est refondée en 1912 et englobe les États d'Alaska, Arizona, Californie, Hawaï, Idaho, Montana, Nevada, Oregon, Utah et Washington.
Elle dessert huit paroisses et dix campus universitaires. Son siège est à Oakland (Californie) et son noviciat à Saint-Dominique de San Francisco. Son prieur provincial est en 2019 le R.P. Christopher Fadok op, succédant au R.P. Mark Padrez op.
- Dominican School of Philosophy and Theology, à Berkeley (Californie)

## Source
- (en) Cet article est partiellement ou en totalité issu de l’article de Wikipédia en anglais intitulé « Dominicans in the United States » (voir la liste des auteurs).